# Canel's
Canel's, S.A. de C.V. es una empresa de confitería mexicana fundada en San Luis Potosí, San Luis Potosí por Roberto García Maldonado en 1925. 
El principal producto de la empresa es la goma de mascar, pero también fabrica caramelos blandos y duros, gomitas, cremas, productos para el aliento fresco, masticables de frutas, masticables de caramelo de leche, toffees, piruletas, gominolas, y muchos otros más.
La empresa es el patrocinador oficial del Atlético de San Luis en la Liga MX, también patrocina un equipo de ciclismo profesional llamado Canel's–Zerouno y es patrocinador regional del Renault Sport Formula One Team.